# وكالة الجيش للصواريخ الباليستية
وكالة الجيش للصواريخ الباليستية (بالإنجليزية: Army Ballistic Missile Agency) هي وكالة أسست لتطوير أول الصواريخ الباليستية الضخمة لجيش الولايات المتحدة. أسست الوكالة في ريدستون أرسنال في 1 فبراير 1956، وقادها مايجور جنرال جون بي. مداريس، وكان فرنر فون براون مديرها التقني.

## التاريخ
كان مشروع صواريخ ردستون أول مشروع كبير لوكالة الجيش للصواريخ الباليستية. هذا الصاروخ كان خلفًا مباشرًا لصاروخ في-2 الذي طوره فون براون في ألمانيا في أثناء الحرب العالمية الثانية. بعدما اختارت لجنة وزارة الدفاع للقدرات الخاصة مشروع فانجارد الذي قدمه مختبر الأبحاث البحرية، على حساب مقترح وكالة الجيش للصواريخ الباليستية استخدام صواريخ ردستون الباليستية معدلة لإطلاق أقمار اصطناعية، أمرت الوكالة بوقف العمل على صواريخ إطلاق الأقمار الاصطناعية والتركيز على الصواريخ العسكرية.
استمر فون براون بالعمل على تصميم ما أصبح صاروخ جوبيتر-سي. كان هذا صاروخ ثلاثي المراحل، صُمم لاختبار مكونات صاروخ جوبيتر، الذي كان يمكن استخدامه لإطلاق قمر اصطناعي في تصميم جونو 1 (بعد إضافة مرحلة رابعة). في سبتمبر 1956، أُطلق صاروخ جوبيتر-سي بحمولة وزنها 14 كلجم، كانت هذه الحمولة مجسمًا لقمر اصطناعي في رحلة دون مدارية. يعتقد على وجه عام أن وكالة الجيش للصواريخ الباليستية كانت قادرة على وضع قمر اصطناعي في المدار في ذلك التوقيت، لو سمحت لها حكومة الولايات المتحدة بذلك. بعد عام أطلق السوفيت سبوتنك-1. بعد إخفاق صاروخ فانجارد، وفي 1 فبراير 1958، تمكنت الولايات المتحدة من إطلاق قمرها الاصطناعي الأول إكسبلورر-1 محمولًا على صاروخ جوبيتر-سي الذي كان تعديلًا لصاروخ ردستون بإضافة مرحلة رابعة. استخدمت صواريخ ردستون أيضًا مركبات إطلاق في مشروع مركري. كذلك استخدم جيش الولايات المتحدة الصاروخ برمز بي جي إم-11 ردستون، وكان أول صاروخ يحمل رأسًا نوويًّا.
بدأت دراسات لاستبدال صاروخ ردستون في 1856. سُمي الصاروخ الجديد ردستون-إس، S أي جامد، ثم غير الاسم إلى إم جي إم-31 برشينج، ومُنح العقد لشركة ذا مارتن كامباني، في برنامج استمر 34 عامًا.
في أوائل 1958، ضمت لجنة ستيفر التابعة للجنة الوطنية للملاحة الجوية مستشارين من برنامج الدافعات الكبيرة التابع لوكالة الجيش للصواريخ الباليستية. سُميت مجموعة فون براون مجموعة العمل على برنامج المركبات.
في مارس 1958، وضعت وكالة الجيش للصواريخ الباليستية تحت سلطة قيادة أسلحة صواريخ جيش الولايات المتحدة، إلى جانب ردستون أرسنال ومختبر الدفع النفاث وأرض اختبار وايت ساندز ووكالة الجيش للصواريخ الموجهة. انتقل الجنرال مداريس لقيادة أسلحة صواريخ جيش الولايات المتحدة وقاد جون أيه. باركلي وكالة الجيش للصواريخ الباليستية.
في 1 يوليو 1960، انتقلت جميع أنشطة الفضاء التي شغلتها وكالة الجيش للصواريخ الباليستية ومعظم منشآتها إلى ناسا، ما شكل مركز جورج سي مارشال للرحلات الفضائية. وأصبح فرنر فون براون مديرًا لهذا المركز.
قاد البريجادير جنرال ريتشارد إم. هارست الوكالة من مايو 1960 إلى ديسمبر 1961 حيث حُلت إلى جانب وكالة الجيش للصواريخ الموجهة ودمجا في قيادة أسلحة صواريخ جيش الولايات المتحدة. وفي 1962، نشأت قيادة جديدة باسم قيادة صواريخ جيش الولايات المتحدة.